# Leucospis pinna
Leucospis pinna is een vliesvleugelig insect uit de familie Leucospidae. De wetenschappelijke naam is voor het eerst geldig gepubliceerd in 2002 door Grissell & Cameron.